# Алсбах-Хенлајн
Алсбах-Хенлајн (њем. Alsbach-Hähnlein) општина је у њемачкој савезној држави Хесен. Једно је од 23 општинска средишта округа Дармштат-Дибург. Према процјени из 2010. у општини је живјело 9.167 становника. Посједује регионалну шифру (AGS) 6432001.

## Географија
Алсбах-Хенлајн се налази у савезној држави Хесен у округу Дармштат-Дибург. Општина се налази на надморској висини од 96 метара. Површина општине износи 15,8 km².

## Становништво
У самом мјесту је, према процјени из 2010. године, живјело 9.167 становника. Просјечна густина становништва износи 581 становника/km².

## Међународна сарадња
| Мјесто | Држава   | Врста сарадње | Од    |
| ------ | -------- | ------------- | ----- |
| Диошд  | Мађарска | партнерство   | 1989. |
| Извор  |          |               |       |